# Bertha Koopman
Gijsbartha Henriëtte Cornelia (Bertha) Frensel Wegener-Koopman (Bloemendaal, 27 september 1874 – Amsterdam, 17 juli 1953) was een Nederlands pianiste en componiste.
Ze was dochter van makelaar Hendrik Jacob Emanuel Koopman en Bartje Alberdina Gierenberg. Ze huwde assuradeur John Frensel Wegener. Hun dochter Emmy Frensel Wegener (1901-1973) werd een redelijk bekend violiste en componiste van voornamelijk kamermuziek; een andere dochter Bertha Adriana huwde architect Dirk Brouwer.
Ze studeerde piano en compositieleer aan het Conservatorium van Amsterdam. Nadat ze voor beide vakken het einddiploma behaalde, zette zij haar compositiestudie bij Bernard Zweers voort. Ook nam ze lessen bij de zangpedagoog Hugo Bellwidt in Frankfurt am Main.
Als pianiste was Bertha Koopman te horen op podia in Nederland en Duitsland. Na haar huwelijk met John Frensel Wegener trad ze nog slechts zelden op. Ze vestigde zich als privélerares in Haarlem en begeleidde koren en solisten.
Ze bleef actief als componist. "Wat uit haar vloeit is gaaf kunstwerk. Zij is een fiere leeuwerik, die met klaare mooie liederen in onzen ruimen, Nederlandschen hemel naar de hooge wolken stijgt," schreef een Antwerps weekblad in mei 1914.
Haar specialiteit was de liedkunst. Bekende zangeressen als Julia Culp, Aaltje Noorderwier en Jo Vincent voerden haar muziek uit.
Aanvankelijk componeerde Koopman veel liederen met een Duitse tekst, maar na het uitbreken van de Eerste Wereldoorlog gebruikte ze voornamelijk Franse en Engelse liedteksten. Daardoor kreeg ze ook succes in de Verenigde Staten: zo werden haar liederen uitgevoerd in New York, Chicago en St. Louis.

## Werken (een selectie)
- Vier Lieder waaronder het Stabat Mater (1909)
- Droome-vrouw, lied voor sopraan met klavierbegeleiding (1914)
- Love Songs voor sopraan en piano op teksten van Rabindranath Tagore (1916)
- Acht Lieder für eine mittlere Stimme mit Klavierbegleitung
- Deux Chansons
- Drei Lieder
- Nursery Songs
- Vier Liederen waaronder Een karretjen op den Zandweg reed
- Bij Holland’s Herrijzenis (na mei 1945)